# Calophyllum calaba
Calophyllum calaba är en tvåhjärtbladig växtart som beskrevs av Carl von Linné. Calophyllum calaba ingår i släktet Calophyllum och familjen Calophyllaceae.

## Underarter
Arten delas in i följande underarter:
- C. c. australianum
- C. c. bracteatum
- C. c. cuneatum
- C. c. worthingtonii